# 중매 결혼

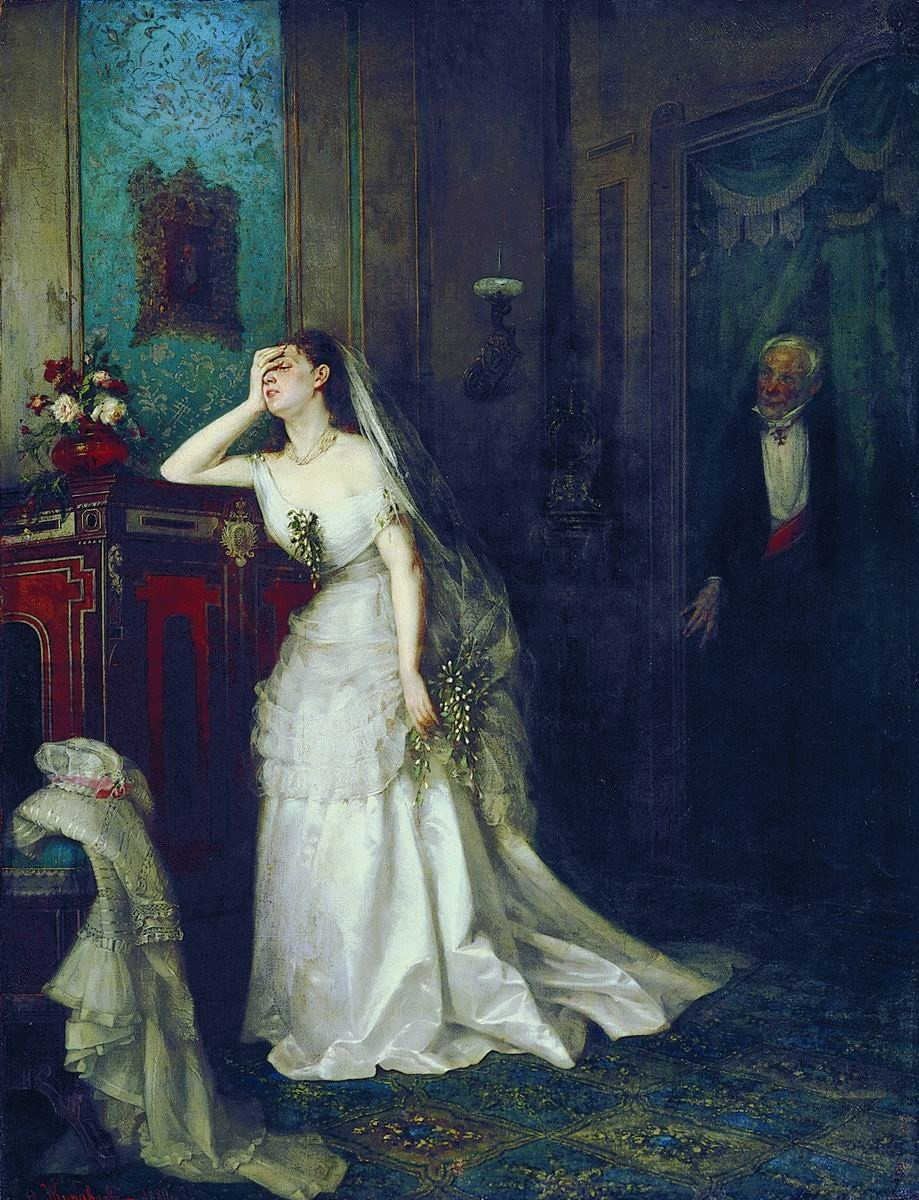
피르스 주라블레프 그림, 〈결혼식이 끝난 뒤에〉

중매 결혼(仲媒結婚, arranged marriage)은 결혼의 일종으로서, 남편과 아내가 자기들의 뜻에 의해 만나 결혼하기보다, 각 집안, 주로 양가 부모의 뜻에 따라 결혼하는 것을 말한다. 이것을 알선하는 업자를 중매쟁이라고 한다.
오랫동안 대부분의 결혼은 중매결혼이었고, 지금도 남아시아나 중동에서는 중매결혼이 일반적이다.

## 같이 보기
- 맞선